# Bains de Bruxelles
Les Bains de Bruxelles (en néerlandais : Baden van Brussel) sont un établissement de bains publics de la ville de Bruxelles dans le quartier des Marolles inauguré en 1953 sous les plans de l'architecte Maurice Van Nieuwenhuyse.

## Description
Sous l'apparence d’un style « paquebot », le bâtiment comporte cinq niveaux, des piscines et des bains-douches publics. La piscine possède une infrastructure moderne dans un décor Art déco.
La conception et le style des bains de la Sauvenière, à Liège, ont inspiré l'architecte pour dessiner les bains de Bruxelles.
Depuis le 6 mai 2010, les Bains de Bruxelles font partie de la liste des bâtiments classés par la Région de Bruxelles-Capitale.
Adresse
- Rue du Chevreuil 28, 1000 Bruxelles

Des bains publics étaient déjà établis à Bruxelles en 1785, notamment rue de la Roulette à Anderlecht où l'on pouvait prendre les bains chauds ou froids, à son gré, pour une demi-couronne.